# Leucandra cylindrica
Leucandra cylindrica är en svampdjursart som beskrevs av Robert Fredric Fredrik Fristedt 1887. Leucandra cylindrica ingår i släktet Leucandra och familjen Grantiidae. Inga underarter finns listade i Catalogue of Life.